# Lantz
Lantz – gmina w Hiszpanii, w Nawarze, o powierzchni 16,88 km². W 2011 roku gmina liczyła 140 mieszkańców.